# Ungarn ved vinter-OL 2018
Ungarn deltager i vinter-OL 2018 i Pyeongchang, Sydkorea i perioden 9. – 25. februar 2018.

## Deltagere
Følgende atleter vil deltage i nedennævnte sportsgrene: 
| Sportsgren            | Herrer | Damer | Total |
| --------------------- | ------ | ----- | ----- |
| Alpint skiløb         | 2      | 2     | 4     |
| Freestyle skiløb      | 0      | 1     | 1     |
| Hurtigløb på skøjter  | 1      | 0     | 1     |
| Kunstskøjteløb        | 0      | 1     | 1     |
| Langrend              | 1      | 1     | 2     |
| Short track skøjteløb | 5      | 5     | 10    |
| Total                 | 9      | 10    | 19    |

## Medaljer
| 2018 Pyeongchang | Guld | Sølv | Bronze | Total |
| Ungarn           | 1    | 0    | 0      | 1     |

### Medaljevindere
| Medalje | Navn                                                     | Sport                 | Event                      | Dato        |
| ------- | -------------------------------------------------------- | --------------------- | -------------------------- | ----------- |
| Guld    | Csaba Burján Viktor Knoch Shaoang Liu Shaolin Sándor Liu | Short track skøjteløb | Mændenes 5000 meter stafet | 22. februar |